# Izák z Černigova
Izák z Černigova byl židovský učenec, rabín na Kyjevské Rusi ve 12. století. Jde patrně o vůbec prvního jmenovitě zmiňovaného Žida v dějinách Ukrajiny, resp. Ruska. 
Jeho současníci, například v Anglii či Francii, se s ním formou korespondenčních náboženských diskusí, tzv. še'elot (hebrejsky "otázka") často radili o otázkách biblické exegeze. Je patrně totožný s Izákem z Rusi, nacházejícím se v anglických pramenech z roku 1181. 
Jeho vysvětlení termínu "jabam", pro které nachází paralelu ve staroslověnštině, cituje Moses ben Isaac ha-Nessiah z Londýna ve svém lexikonu Sefer ha-Shoham. Leopold Zunz a po něm Abraham Harkavy spatřují v tomto vysvětlení důkaz, že Židé žijící na Kyjevské Rusi v době Izáka z Černigova (tj. 12. stol.) mluvili jazykem místních lidí; analogicky jako například čeští Židé v té době používali staročeštinu. 